# Sztorm Roku
Sztorm Roku – plebiscyt i wyróżnienie przyznawane corocznie (od 2005 roku) wybranym twórcom z regionu Trójmiasta za osiągnięcia i dokonania na polu kultury w minionym roku kalendarzowym.
Plebiscyt organizowany jest przez redakcję działu kultury w trójmiejskim oddziale Gazety Wyborczej. Z końcem roku dziennikarze ogłaszają listę nominowanych do nagrody w siedmiu kategoriach: teatr, film i multimedia, literatura, sztuki plastyczne, muzyka klasyczna, rock-jazz-muzyka alternatywna oraz w kategorii organizator. Zwycięzcami zostają na początku roku ci z nich, którzy otrzymają najwięcej głosów czytelników (przesłanych na kuponach lub sms-em). Ponadto redakcja przyznaje dodatkową nagrodę w kategorii Wydarzenie Roku.

## Laureaci nagrody

### 2016[1]

#### Sport
Odkrycie roku: Klaudia Maruszewska
Drużyna roku: Lechia Gdańsk
Sportowiec roku: Angelika Cichocka

#### Biznes
Młoda firma roku: Baltica Bicycles
Firma roku: Sunreef Yachts
Inwestycja Roku: Muzeum II Wojny Światowej

#### Kultura
Kulturalne wydarzenie roku: „Notre Dame de Paris” w Teatrze Muzycznym w Gdyni
Człowiek roku: Paweł Machcewicz
Odkrycie roku: Patryk Hardziej

#### Specjalne
Pomorska Euroinspiracja 2016: Wojewódzki Fundusz Ochrony Środowiska i Gospodarki Wodnej w Gdańsku za projekt Ochrona bioróżnorodności

### 2015[2]
Inwestycja Roku: Pomorska Kolej Metropolitalna
Wydarzenie roku: otwarcie Muzeum Emigracji w Gdyni
Sportowiec roku: Mateusz Mika
Firma roku: ex aequo Zarząd Morskiego Portu Gdańsk i Zarząd Morskiego Portu Gdynia
Człowiek roku w kulturze: Ewelina Marciniak
Odkrycie roku w kulturze: zespół Nagrobki
Drużyna roku: siatkarze Lotosu Trefla Gdańsk
Odkrycie roku w sporcie: Mateusz Biskup

### 2014[3]
Inwestycja Roku: Europejskie Centrum Solidarności
Wydarzenie roku: Dźwignij Gdańsk – Nie dla burzenia Stoczni
Sportowiec roku: Rafał Janicki z Lechii
Lider Funduszy Europejskich: Rozwój Komunikacji Rowerowej Aglomeracji Trójmiejskiej
Firma roku: Drutex
Młoda firma roku: Bioseco
Człowiek roku: Adam Orzechowski, dyrektor Teatru Wybrzeże
Drużyna roku: RC Lechia Gdańsk

### 2013[4]
Teatr: Adam Nalepa
Literatura: Grzegorz Kwiatkowski
Muzyka: Trupa Trupa
Miejsce: Klub B90
Film: Elżbieta Benkowska
Człowiek roku: Michał Chaciński

### 2012[5]
Teatr: Dorota Lulka
Literatura: Anna Czerwińska-Rydel
Rock, jazz, muzyka alternatywna: Olo Walicki
Muzyka klasyczna: Alina Ratkowska
Sztuki plastyczne: Julita Wójcik
Organizator: Teatr Miniatura
Wydarzenie roku: Festiwal literacki Sopot

### 2011[6]
Teatr: Michał Kowalski, za rolę „Pankracego” w „Nie-Boskiej komedii” Zygmunta Krasińskiego w reżyserii Adama Nalepy w Teatrze Wybrzeże.
Literatura: Stefan Chwin za książkę „Panna Ferbelin”
Rock, jazz, muzyka alternatywna: Trupa Trupa
Muzyka klasyczna: Anna Mikołajczyk oraz Elżbieta Sikora
Sztuki plastyczne: Anna Reinert
Film i multimedia: Lucjan i Maciej, twórcy publikowanego na Facebooku bloga Make Life Harder
Wydarzenie roku: festiwale Streetvaves i Narracje

### 2010[7]
Teatr: Wojciech Kościelniak
Literatura: Jakobe Mansztajn
Rock, jazz, muzyka alternatywna: Karol Schwarz
Muzyka klasyczna: Katarzyna Hołysz
Sztuki plastyczne: Iwony Zając
Film i multimedia: Maciek Szupica
Organizator: Filharmonia Bałtycka
Wydarzenie roku: Możdżer+

### 2009[8]
Teatr: Urszula Zerek za role w takich spektaklach jak „Czerwona trawa” i „Humuli Lupuli”
Literatura: Tadeusz Dąbrowski za tomik poetycki „Czarny kwadrat” nagrodzony Sztormem w kategorii
Rock, jazz, muzyka alternatywna: Mikołaj Trzaska, m.in. za płytę „Nadir & Majora” i muzykę do filmu „Dom zły”
Muzyka klasyczna: Małgorzata Walentynowicz, tegoroczna zwyciężczyni m.in. międzynarodowego konkursu interpretacji muzyki współczesnej w Amsterdamie.
Sztuki plastyczne: grupa Krecha złożona z młodych absolwentów gdańskiej ASP
Film i multimedia: instalacja „Pixel Fall”.
Organizator: Nadbałtyckie Centrum Kultury, m.in. za rozprzestrzeniania sztuki w przestrzeni miejskiej,
Wydarzenie roku: performance „Aktorzy przyjechali”, podczas którego na ulicach Gdańska najwięksi aktorzy polskiej sceny odtwarzali fragmenty dzieł Shakespeare’a.
Sztorm Sztormów: festiwal Open’er.

### 2008[9]
Teatr: Dorota Kolak, m.in. za rolę w przedstawieniu „Słodki ptak młodości” Tennessee Williamsa w Teatrze Wybrzeże;
Literatura: Aleksander Jurewicz za powieść „Dzień przed końcem świata”;
Rock/jazz/alternatywa: rockowa kapela Pawilon za debiutancki album „Retromantik”;
Sztuki plastyczne: młodzi plastycy gdańskiego ASP z grupy Krecha za artystyczną odwagę (m.in. akcja z wąglikiem rozesłanym do instytucji kulturalnych Trójmiasta);
Muzyka klasyczna: Alina Ratkowska i Andrzej Szadejko, za repertuar III Festiwalu Goldbergowskiego oraz płytę „Muzyczne Dziedzictwo Miasta Gdańska w zbiorach Biblioteki Gdańskiej PAN Vol. 1. Gdańskie Królestwo Kantat – Kantaty Adwentowe”;
Film i multimedia: rysownik komiksów i grafik komputerowy Mateusz Skutnik za internetową grę „10 gnomów”, która daje możliwość fotograficznego spaceru po Gdańsku sprzed monitora komputera;
Organizator: Stowarzyszenia A Kuku Sztuka za całokształt samodzielnie zrealizowanych lub współorganizowanych wydarzeń kulturalnych, m.in. festiwalu All About Freedom, Transvizualia i akcji kulturalno-społecznej „Włącz Się! Kulturalnie”;
Wydarzenie roku: festiwal All About Freedom
Sztorm Sztormów: Heineken Open’er Festival

### 2007[10]
Teatr: Wojciech Kościelniak
Literatura: Paweł Huelle
Rock, jazz, alternatywa: Przemek Dyakowski
Muzyka poważna: Elżbieta Sikora
Film i multimedia: Abelard Giza
Sztuki plastyczne: Peter Fuss
Organizator: Nadbałtyckie Centrum Kultury
Wydarzenie roku: pierwsza edycja gdyńskiego festiwalu Transvizualia
Sztorm Sztormów: Heineken Music Open’er Festival.

### 2006[11]
Teatr: Dorota Kolak i Leszek Bzdyl ex aequo
Literatura: Stefan Chwin
Rock, jazz, alternatywa: Leszek Możdżer
Muzyka klasyczna: Cappella Gedanensis
Najciekawszy film: Joanna Cichocka-Gula
Sztuki plastyczne: Agata Rogoś
Wydarzenie roku: Mikołaj Ziółkowski za festiwal Heineken Music Open’er

### 2005[12]
Teatr: Dorota Lulka za rolę tytułową w spektaklu Pat Gems „Piaf”
Literatura: Stefan Chwin za powieść „Żona prezydenta”
Rock, jazz, muzyczna alternatywa: Leszek Możdżer za płytę „The Time”
Muzyka klasyczna: Michał Nesterowicz za ożywioną działalność koncertową Orkiestry Symfonicznej Polskiej Filharmonii Bałtyckiej
Film i multimedia: Abelard Giza za reżyserię pełnometrażowego filmu sensacyjnego „Towar”
Sztuki plastyczne: Aneta Szyłak za przygotowanie wystawy „Strażnicy doków”
Wydarzenie roku: Mikołaj Ziółkowski za festiwal Heineken Music Open’er